# كاتي كاتي
كاتي كاتي (بالإنجليزية: Kati Kati)‏ هو فيلم درامي كيني من إخراج مبيثي ماسيا سنة 2016. خلال مهرجان تورونتو السينمائي الدولي لعام 2016، فاز الفيلم بجائزة الاتحاد الدولي للنقاد السينمائيين (FIPRESCI).  تم اختياره ممثلا لكينيا لأفضل فيلم بلغة أجنبية في حفل توزيع جوائز الأوسكار التسعين، لكن لم يتم ترشيحه.

## روابط خارجية
- كاتي كاتي على موقع IMDb (الإنجليزية)
- كاتي كاتي على موقع روتن توميتوز (الإنجليزية)
- كاتي كاتي على موقع ألو سيني (الفرنسية)
- كاتي كاتي على موقع أول موفي (الإنجليزية)
- كاتي كاتي على موقع فيلمافينيتي (الإسبانية)
- كاتي كاتي على موقع قاعدة بيانات الفيلم (الإنجليزية)
- كاتي كاتي على موقع ليتربوكسد (الإنجليزية)
- كاتي كاتي على موقع كينوبويسك (الروسية)